# Eriopygodes alpina
Eriopygodes alpina là một loài bướm đêm trong họ Noctuidae.